# Ексенкур
Ексенкур (фр. Exincourt) насеље је и општина у источној Француској у региону Франш-Конте, у департману Ду која припада префектури Монбелијар.
По подацима из 2011. године у општини је живело 3162 становника, а густина насељености је износила 916,52 становника/km². Општина се простире на површини од 3,45 km². Налази се на средњој надморској висини од 330 метара (максималној 382 m, а минималној 317 m).

## Демографија
| 1962. | 1968. | 1975. | 1982. | 1990. | 1999. | 2011. |
| ----- | ----- | ----- | ----- | ----- | ----- | ----- |
| 3.763 | 4.317 | 4.185 | 3.776 | 3.445 | 3.309 | 3.162 |

График промене броја становника у току последњих година